# Jean-Marc Aveline
Jean-Marc Noël Aveline (Sidi-bel-Abbès, 26 december 1958) is een Frans geestelijke en een kardinaal van de Rooms-Katholieke Kerk.
Aveline studeerde aan het grootseminarie van Avignon. Op 3 november 1984 werd hij priester gewijd. Hij studeerde theologie aan het Institut Catholique de Paris in Parijs, waar hij in 2000 een doctoraat behaalde. Vervolgens was hij werkzaam in pastorale functies. Hij doceerde theologie aan het seminarie van Marseille en aan de katholieke universiteit van Lyon. In 2007 werd hij benoemd tot vicaris-generaal van het aartsbisdom Marseille.
Op 19 december 2013 werd Aveline benoemd tot hulpbisschop van Marseille en tot titulair bisschop van Simidicca; zijn bisschopswijding vond plaats op 26 januari 2014. Op 9 augustus 2019 volgde zijn benoeming tot aartsbisschop van Marseille.
Aveline werd tijdens het consistorie van 27 augustus 2022 kardinaal gecreëerd. Hij kreeg de rang van kardinaal-priester. Zijn titelkerk werd de Santa Maria ai Monti.